# Фильмография Лоренса Оливье

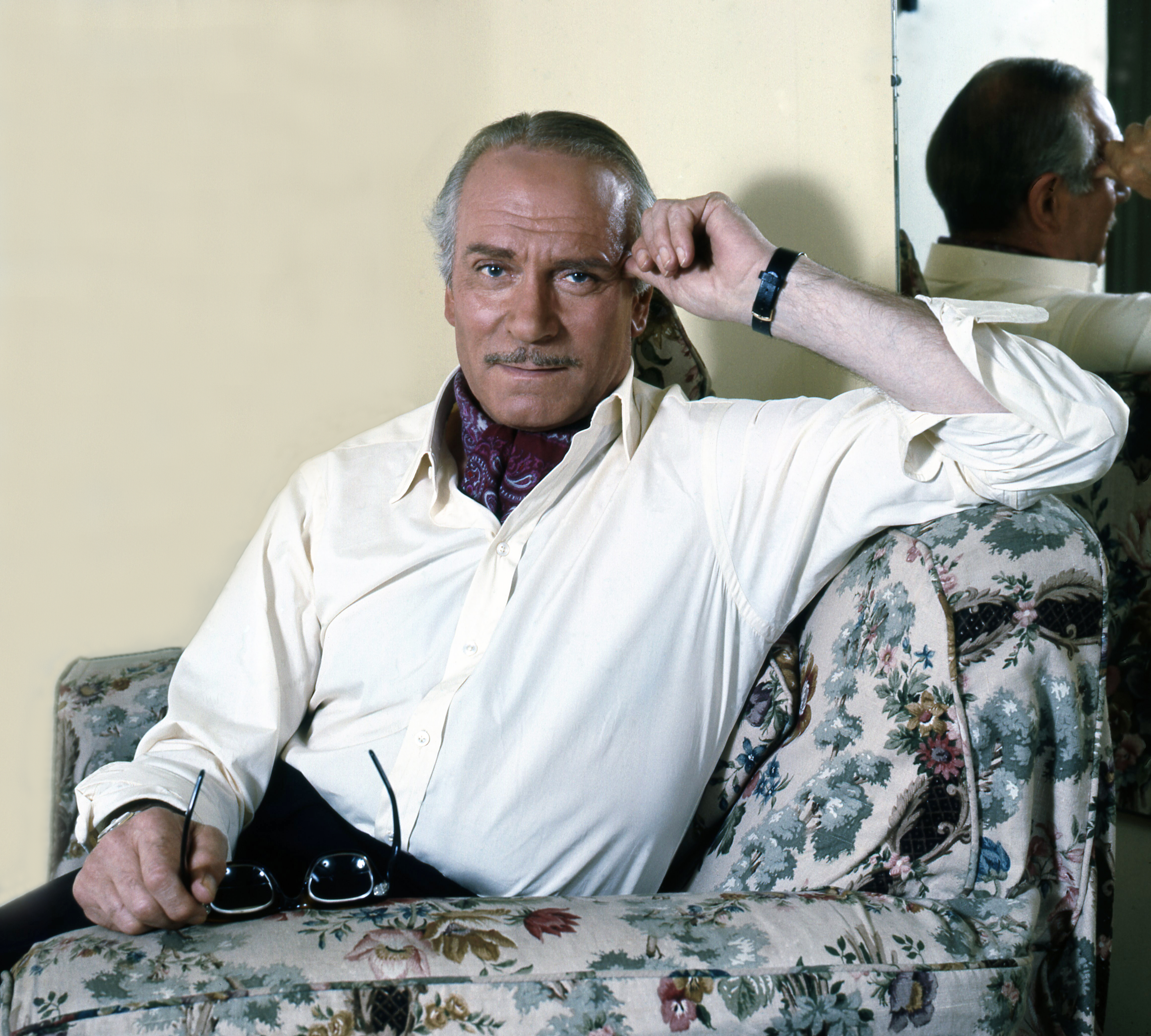
Лоренс Оливье в 1972 году

Лоренс Оливье (1907—1989) — английский актёр и режиссёр театра и кино, который вместе со своими современниками Ральфом Ричардсоном и Джоном Гилгудом был одним из трио актёров-мужчин, которые доминировали на британской сцене в середине XX века. На протяжении всей своей карьеры он также снимался в кино, сыграв более пятидесяти ролей. С 1935 года он выступал в радиопередачах, а с 1956 года имел значительный успех в телевизионных ролях. 
После посещения театральной школы Оливье начал свою профессиональную карьеру в небольших гастрольных труппах, а в 1925 году Сибил Торндайк и её муж Льюис Кэссон взяли его в свою лондонскую труппу в качестве артиста, дублёра и помощника режиссёра. В 1926 году он присоединился к Бирмингемской репертуарной труппе, где получил возможность сыграть широкий спектр ключевых ролей. В 1930 году он добился первого успеха в Вест-Энде в спектакле Ноэля Кауарда «Частные жизни» и снялся в своём первом фильме «Временная вдова», а в 1935 году он сыграл в знаменитой постановке «Ромео и Джульетта» вместе с Гилгудом и Пегги Эшкрофт, и к концу десятилетия стал признанной звездой. В 1940-х годах, вместе с Ричардсоном и Джоном Барреллом, Оливье был содиректором театральной труппы Олд Вик, превратив её в весьма уважаемую труппу. Там среди его самых знаменитых ролей были Ричард III Шекспира и Эдип Софокла. В 1950-х Оливье был независимым актёром-менеджером, но его сценическая карьера была в упадке, пока в 1957 году он не присоединился к авангардной английской театральной труппе, чтобы сыграть главную роль в «Комедианте», которую он позже повторил в кино. С 1963 по 1973 год он был директором-основателем труппы Королевского национального театра, воспитавшей многих будущих звёзд. Его собственные роли там включали главную роль в «Отелло» (1965) и роль Шейлока в «Венецианском купце» (1970).
В 1930 году, чтобы заработать денег для предстоящей свадьбы, Оливье начал свою кинокарьеру с небольших ролей в двух фильмах. В 1939 году он сыграл роль Хитклифа в фильме «Грозовой перевал», за которую был номинирован на премию «Оскар» за лучшую мужскую роль. В следующем году он снова был номинирован на ту же премию за исполнение роли Максимилиана де Винтера в фильме «Ребекка». В 1944 году он стал продюсером, режиссёром и исполнителем главной роли в фильме «Генрих V». Фильм был номинирован на «Оскар», в том числе за лучший фильм и лучшую мужскую роль, но вместо этого Оливье был удостоен премии за выдающиеся заслуги в кинематографе. Он получил награду за лучшую мужскую роль в фильме «Гамлет» 1948 года, который стал первым неамериканским фильмом, получившим «Оскар» за лучший фильм. Позже он был номинирован на премию «Оскар» за роли в фильмах «Ричард III» (1955), «Комедиант» (1960), «Отелло» (1965), «Игра на вылет» (1972), «Марафонец» (1976) и «Мальчики из Бразилии» (1978). В 1979 году Оливье был удостоен почётной премии «Оскар» за его труд и уникальные достижения на протяжении всего творческого пути. Всего на «Оскар» Оливье был номинирован 15 раз. На протяжении всей своей карьеры Оливье появлялся в радиодрамах и поэтических чтениях, а в 1956 году дебютировал на телевидении.
Проболев последние двадцать два года своей жизни, Оливье умер от почечной недостаточности 11 июля 1989 года. Размышляя о том, как Оливье стал первопроходцем британского Национального театра, телеведущий Мелвин Брэгг написал: «никто не сомневается, что Национальный театр, возможно, является его самым долговечным памятником». Претензии Оливье на театральное величие заключались не только в его актёрской игре, но и в том, что он, по словам английского театрального режиссёра Питера Холла, является «верховным человеком театра нашего времени».

## Фильмография

### Актёр

#### Кино
| Год  | Название на русском             | Оригинальное название                 | Роль                           |
| ---- | ------------------------------- | ------------------------------------- | ------------------------------ |
| 1930 | Слишком много мошенников (кор.) | Too Many Crooks                       | мужчина                        |
| 1930 | Временная вдова                 | The Temporary Widow                   | Питер Билль                    |
| 1931 | Друзья и любовники              | Friends and Lovers                    | лейтенант Нед Николс           |
| 1931 | Жёлтый билет                    | The Yellow Ticket                     | Джулиан Ролф                   |
| 1931 | Жена Потифара                   | Potiphar’s Wife                       | Стрейкер                       |
| 1932 | Поездка на запад                | Westward Passage                      | Ник Аллен                      |
| 1933 | Прекрасное понимание            | Perfect Understanding                 | Николас Рэндолл                |
| 1933 | Невесёлое занятие               | No Funny Business                     | Клайв Деринг                   |
| 1935 | Московские ночи                 | Moscow Nights                         | капитан Иван Игнатов           |
| 1936 | Как вам это понравится          | As You Like It                        | Орландо                        |
| 1936 | Завоевание воздуха              | Conquest of the Air                   | Винсент Лунарди                |
| 1937 | Пламя над Англией               | Fire Over England                     | Майкл Инглби                   |
| 1938 | Развод леди Икс                 | The Divorce of Lady X                 | Эверард Логан                  |
| 1939 | Самолеты Кью                    | Q Planes                              | Тони Маквейн                   |
| 1939 | Грозовой перевал                | Wuthering Heights                     | Хитклифф                       |
| 1940 | Двадцать один день              | 21 Days                               | Ларри Дюррант                  |
| 1940 | Ребекка                         | Rebecca                               | Максимилиан де Уинтер          |
| 1940 | Гордость и предубеждение        | Pride and Prejudice                   | мистер Дарси                   |
| 1941 | Леди Гамильтон                  | That Hamilton Woman                   | лорд Горацио Нельсон           |
| 1941 | 49-я параллель                  | 49th Parallel                         | охотник Джонни                 |
| 1943 | Полурай                         | The Demi-Paradise                     | Иван Кузнецов                  |
| 1944 | Этот счастливый народ           | This Happy Breed                      | рассказчик                     |
| 1944 | Генрих V                        | Henry V                               | Генрих V                       |
| 1948 | Гамлет                          | Hamlet                                | Гамлет                         |
| 1951 | Оставшийся в тени               | The Magic Box                         | констебль 94-B                 |
| 1952 | Сестра Керри                    | Carrie                                | Джордж Харствуд                |
| 1953 | Опера нищих                     | The Beggar’s Opera                    | капитан Макхит                 |
| 1955 | Ричард III                      | Richard III                           | Ричард III                     |
| 1957 | Принц и танцовщица              | The Prince and the Showgirl           | принц-регент Чарльз            |
| 1959 | Ученик дьявола                  | The Devil’s Disciple                  | генерал Джон Бергойн           |
| 1960 | Комедиант                       | The Entertainer                       | Арчи Райс                      |
| 1960 | Спартак                         | Spartacus                             | Марк Лициний Красс             |
| 1962 | Семестр испытаний               | Term of Trial                         | Грэм Уир                       |
| 1963 | Дядя Ваня                       | Uncle Vanya                           | Михаил Астров                  |
| 1965 | Банни Лейк исчезает             | Bunny Lake Is Missing                 | суперинтендант Ньюхаус         |
| 1965 | Отелло                          | Othello                               | Отелло                         |
| 1966 | Хартум                          | Khartoum                              | Махди                          |
| 1968 | Ромео и Джульетта               | Romeo and Juliet                      | рассказчик / лорд Монтегю      |
| 1968 | Башмаки рыбака                  | The Shoes of the Fisherman            | Петр Ильич Каменев             |
| 1969 | О, что за чудесная война        | Oh! What a Lovely War                 | фельдмаршал Джон Френч         |
| 1969 | Пляска смерти                   | The Dance of Death                    | Эдгар                          |
| 1969 | Битва за Британию               | Battle of Britain                     | Хью Даудинг                    |
| 1970 | Три сестры                      | Three Sisters                         | доктор Иван Чебутыкин          |
| 1971 | Николай и Александра            | Nicholas and Alexandra                | граф Витте                     |
| 1972 | Леди Каролина Лэм               | Lady Caroline Lamb                    | герцог Веллингтон              |
| 1972 | Игра на вылет                   | Sleuth                                | Эндрю Уайк                     |
| 1976 | Марафонец                       | Marathon Man                          | доктор Кристиан Шелл           |
| 1976 | Критическое решение             | The Seven-Per-Cent Solution           | профессор Джеймс Мориарти      |
| 1977 | Мост слишком далеко             | A Bridge Too Far                      | доктор Ян Спаандер             |
| 1978 | Бетси                           | The Betsy                             | Лорен Хардеман                 |
| 1978 | Мальчики из Бразилии            | The Boys from Brazil                  | Эзра Либерман                  |
| 1979 | Маленький роман                 | A Little Romance                      | Джулиус                        |
| 1979 | Дракула                         | Dracula                               | профессор Абрахам Ван Хельсинг |
| 1980 | Певец джаза                     | The Jazz Singer                       | Кантор Рабинович               |
| 1981 | Инчхон                          | Inchon                                | генерал Дуглас Макартур        |
| 1981 | Битва титанов                   | Clash of the Titans                   | Зевс                           |
| 1983 | Человек-загадка                 | The Jigsaw Man                        | Джеральд Скайт                 |
| 1984 | Баунти                          | The Bounty                            | адмирал Худ                    |
| 1985 | Дикие гуси 2                    | Wild Geese II                         | Рудольф Гесс                   |
| 1989 | Военный реквием                 | War Requiem                           | старый солдат                  |
| 2004 | Небесный капитан и мир будущего | Sky Captain and the World of Tomorrow | доктор Тотенкопф               |

#### Телевидение
| Год       | Название на русском               | Оригинальное название       | Роль                      | Примечания                            |
| --------- | --------------------------------- | --------------------------- | ------------------------- | ------------------------------------- |
| 1958      | ITV Пьеса недели                  | ITV Play of the Week        | Йун Габриель Боркман      | эпизод: John Gabriel Borkman          |
| 1959      | Луна и грош                       | The Moon and Sixpence       | Чарльз Стрикленд          | телефильм                             |
| 1961      | Сила и слава                      | The Power and the Glory     | священник                 | телефильм                             |
| 1967      | Театр NET                         | NET Playhouse               | Михаил Астров             | эпизод: Uncle Vanya                   |
| 1969      | Мужской род                       | Male of the Species         | рассказчик                | телефильм                             |
| 1970      | Дэвид Копперфильд                 | David Copperfield           | мистер Крикл              | телефильм                             |
| 1973      | Театр субботнего вечера на ITV    | ITV Saturday Night Theatre  | Джеймс Тайрон-младший     | эпизод: Long Day’s Journey Into Night |
| 1973      | Венецианский купец                | The Merchant of Venice      | Шейлок                    | телефильм                             |
| 1975      | Любовь среди руин                 | Love Among the Ruins        | сэр Артур Гленвилль-Джонс | телефильм                             |
| 1976      | Великие представления             | Great Performances          | Гарри                     | эпизод: The Collection                |
| 1976      | Кошка на раскалённой крыше        | Cat on a Hot Tin Roof       | Большой Папа              | телефильм                             |
| 1977      | Иисус из Назарета                 | Jesus of Nazareth           | Никодим                   | мини-сериал; основная роль            |
| 1977      | Вернись, малышка Шеба             | Come Back, Little Sheba     | Док Делани                | телефильм                             |
| 1978      | Суббота, воскресенье, понедельник | Saturday, Sunday, Monday    | Антонио                   | телефильм                             |
| 1978      | —                                 | Daphne Laureola             | сэр Джозеф                | телефильм                             |
| 1981      | Возвращение в Брайдсхед           | Brideshead Revisited        | лорд Марчмейн             | мини-сериал; основная роль            |
| 1982      | —                                 | A Voyage Round My Father    | Клиффорд Мортимер         | телефильм                             |
| 1983      | Король Лир                        | King Lear                   | король Лир                | телефильм                             |
| 1983      | —                                 | Mr. Halpern and Mr. Johnson | Джо Хелперн               | телефильм                             |
| 1983—1984 | Вагнер                            | The Last Days of Pompeii    | Пфайфер                   | мини-сериал; 5 эпизодов               |
| 1984      | Последние дни Помпеи              | The Last Days of Pompeii    | Гай                       | мини-сериал; 3 эпизода                |
| 1984      | Башня из чёрного дерева           | The Ebony Tower             | Генри Брисли              | телефильм                             |
| 1986      | Пётр Великий                      | Peter the Great             | Вильгельм III             | мини-сериал; 4 эпизода                |
| 1986      | Утраченные империи                | Lost Empires                | Гарри Беррард             | мини-сериал; эпизод: Episode #1.1     |

### Режиссёр, сценарист, продюсер
| Год  | Название                                | Оригинальное название        | Режиссёр   | Сценарист  | Продюсер   |
| ---- | --------------------------------------- | ---------------------------- | ---------- | ---------- | ---------- |
| 1937 | —                                       | Round the Film Studios (т/с) |            | Да (1 эп.) |            |
| 1944 | Генрих V                                | Henry V                      | Да         | Да         | Да         |
| 1948 | Гамлет                                  | Hamlet                       | Да         | Да         | Да         |
| 1953 | Опера нищих                             | The Beggar’s Opera           |            |            | Да         |
| 1955 | Ричард III                              | Richard III                  | Да         | Да         | Да         |
| 1957 | Принц и танцовщица                      | The Prince and the Showgirl  | Да         |            | Да         |
| 1967 | Театр NET (т/с)                         | NET Playhouse                | Да (1 эп.) |            | Да (1 эп.) |
| 1970 | Три сестры                              | Three Sisters                | Да         |            |            |
| 1976 | Великие представления (т/с)             | Great Performances           |            |            | Да (1 эп.) |
| 1976 | Кошка на раскалённой крыше (т/ф)        | Cat on a Hot Tin Roof        |            |            | Да (1 эп.) |
| 1977 | Вернись, малышка Шеба (т/ф)             | Come Back, Little Sheba      |            |            | Да         |
| 1978 | Суббота, воскресенье, понедельник (т/ф) | Saturday, Sunday, Monday     |            |            | Да         |
| 1978 | —                                       | Daphne Laureola (т/ф)        |            |            | Да         |